# یواس‌اس همپتون (پی‌سی‌اس-۱۳۸۶)
یواس‌اس همپتون (پی‌سی‌اس-۱۳۸۶) (به انگلیسی: USS Hampton (PCS-1386)) یک کشتی بود که طول آن ۱۳۶ فوت (۴۱ متر) بود. این کشتی در سال ۱۹۴۴ ساخته شد.